# Fuller-vetület

Ikozaéderre vetített Fuller-térkép

A Fuller-vetület (vagy Dymaxion-vetület), olyan vetület, amely a Föld felszínét egy poliéderre vetíti. Ezáltal a térkép többféle módon is kétdimenziós hálóvá hajtható ki, viszonylag nagy pontossággal megtartva az eredeti arányokat. Az ezzel a módszerrel készült térképet Fuller-térképnek (vagy Dymaxion-térképnek) nevezik.
A vetületet névadója, Buckminster Fuller építész, feltaláló alkalmazta először. Fuller a Dymaxion márkanevet több találmánya esetében használta.